# 리타 젭투

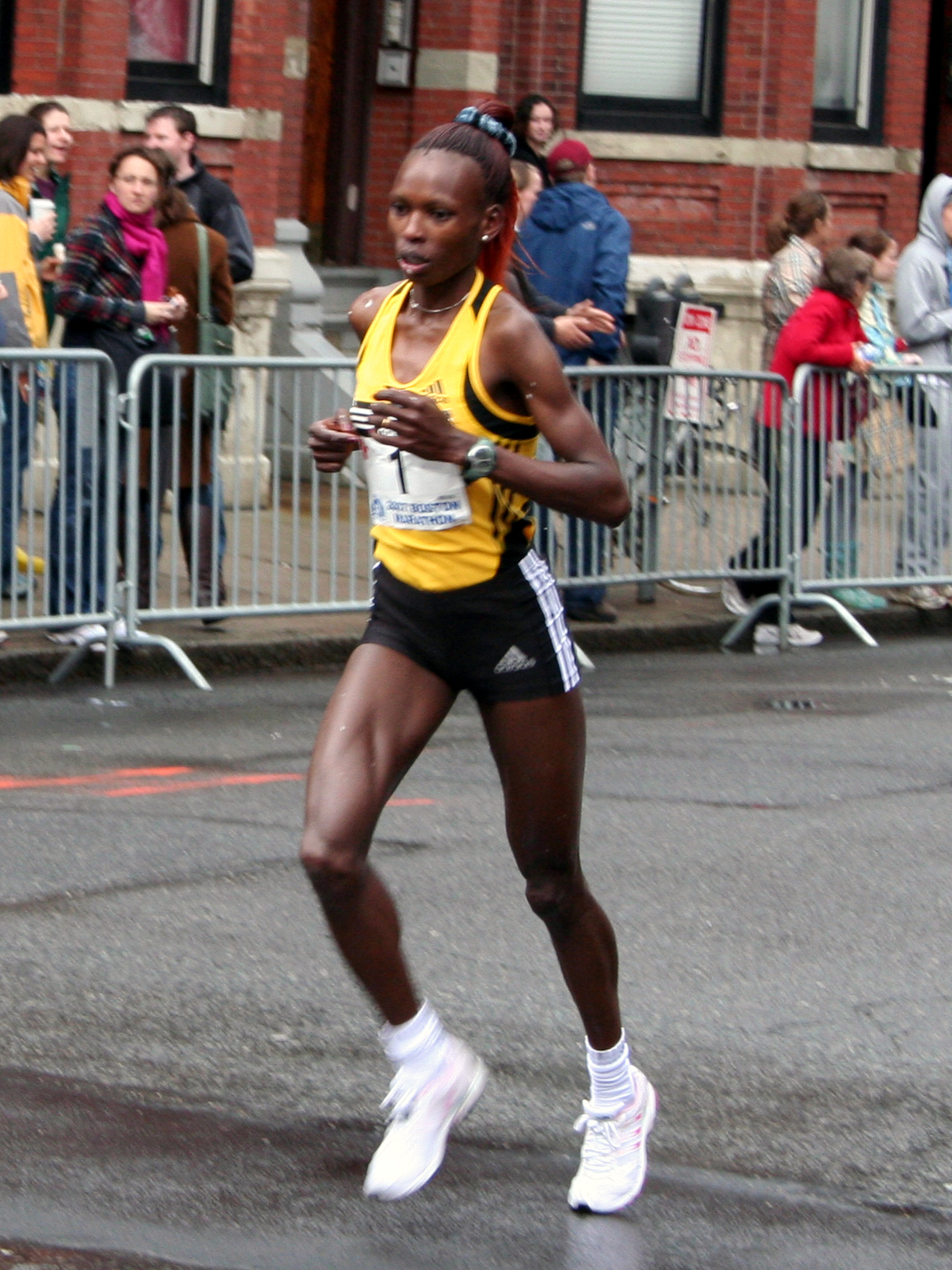
리타 젭투

리타 젭투(Rita Jeptoo, 1981년 2월 15일 ~ )는 케냐의 마라톤 선수이다.